# Drebenstedt
Drebenstedt ist ein Ortsteil der Gemeinde Jübar im Altmarkkreis Salzwedel in Sachsen-Anhalt.

## Geographie
Drebenstedt, ein Angerdorf mit Kirche, liegt etwa einen halben Kilometer nordwestlich von Bornsen und etwa vier Kilometer nördlich von Jübar in der Altmark. Bis zur nordöstlich gelegenen Kreisstadt Salzwedel sind es etwa 22 Kilometer, bis zur westlich gelegenen niedersächsischen Stadt Wittingen etwa 11 Kilometer.
Im Süden liegt der etwa 94 Meter hohe Petersberg, im Westen liegen der etwa 90 Meter hohe Trinkenberg und die Wäldchen Dicker Busch und Kückenbusch.
Nachbarorte sind Lindhof im Westen, Dankensen im Norden, Wüllmersen im Osten und Bornsen im Südosten.

## Geschichte

### Mittelalter bis Neuzeit
Im Jahre 1310 wurde ein Drewenstede in Salzwedel erwähnt. Das Dorf Drebenstedt wurde 1375 im Landbuch der Mark Brandenburg erstmals als Drevenstede urkundlich erwähnt. Es war in Besitz des Klosters Isenhagen. Ebenfalls 1375 wird paruam dreuenstede erwähnt, als das Kloster Isenhagen Hebungen von Höfen aus Klein Drebenstedt an das Kloster Diesdorf verkaufte. Weitere Nennungen sind 1458 dath dorp Dreuenstede, 1541 Drewenstede, 1608 Dreuenstedt, 1687 Drevenstedt, 1804 Drevenstedt, ein Dorf mit einem Rademacher und schließlich 1842 Drebenstedt.
1842 gab es ein Schulhaus mit einem Reiheschullehrer. 1856 wurde in Drebenstedt eine öffentliche Schule für die Ortschaften Drebenstedt, Bornsen und Lindhof errichtet.
1976 veröffentlichte der Familienforscher Ernst Görges „Beiträge zur Geschichte der Höfe von Drebenstedt“.

### Herkunft des Ortsnamens
Jürgen Udolph führt den ersten Teil des Ortsnamens auf das Zahlwort „Drei“ zurück. Es bildet mit Namen wie „Tribur“ oder „Treba“ einen Stamm.

### Archäologie

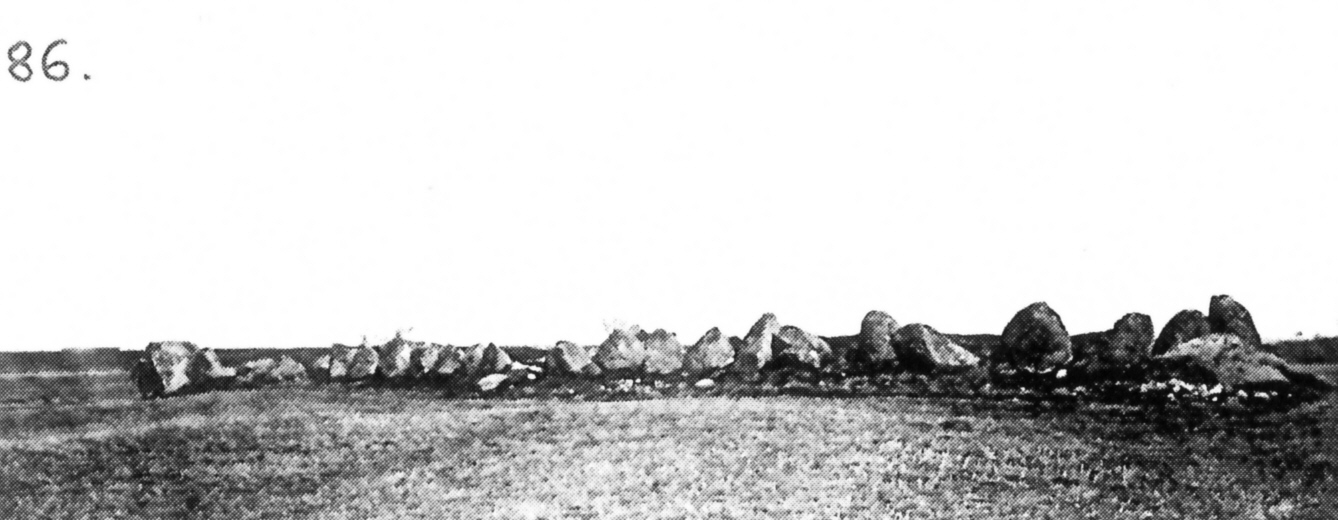
Foto vom Großsteingrab Drebenstedt (1893)

Im November 1838 erfolgte eine erste Untersuchung der Megalithgräber westlich von Drevenstedt durch den Conducteur Siemssen. 1843 wurden die Gräber vom Großsteingrab Drebenstedt von Johann Friedrich Danneil erstmals ausführlich beschrieben.
1840 übergab der Conducteur Siemssen seine Funde aus einer Aufgrabung aus slawischer Zeit von der Ackerbreite „der kalte Baum“ an den Altmärkischen Verein für Vaterländische Geschichte, die im Danneil-Museum später als Reste eines Beerenohrringes ohne Haken-Verschluß aus Bronze oder Messing bestimmt und in das 12. bis 13. Jahrhundert datiert wurden.

### Eingemeindungen
Drebenstedt gehörte ursprünglich zum Salzwedelischen Kreis der Mark Brandenburg in der Altmark. Von 1807 bis 1813 lag es im Kanton Diesdorf auf dem Territorium des napoleonischen Königreichs Westphalen. Nach weiteren Änderungen kam es 1816 in den Kreis Salzwedel, den späteren Landkreis Salzwedel im Regierungsbezirk Magdeburg in der Provinz Sachsen in Preußen.
Am 20. Juli 1950 wurde die Gemeinde Drebenstedt in die Gemeinde Bornsen eingemeindet. Mit dieser gehörte der Ort bis Ende 2009 der Verwaltungsgemeinschaft Beetzendorf-Diesdorf an.
Durch einen Gebietsänderungsvertrag beschlossen die Gemeinderäte der Gemeinden Bornsen (am 25. Mai 2009), Hanum (am 3. Juni 2009), Jübar (am 3. Juni 2009), Lüdelsen (am 13. Mai 2009) und Nettgau (am 4. Juni 2009), dass ihre Gemeinden aufgelöst und zu einer neuen Gemeinde mit dem Namen Jübar vereinigt werden. Dieser Vertrag wurde vom Landkreis als unterer Kommunalaufsichtsbehörde genehmigt und trat am 1. Januar 2010 in Kraft.
So kam der Ortsteil Drebenstedt am 1. Januar 2010 zur Gemeinde Jübar.

### Einwohnerentwicklung
| Jahr | Einwohner |
| ---- | --------- |
| 1734 | 059       |
| 1774 | 077       |
| 1789 | 105       |
| 1798 | 081       |
| 1801 | 084       |
| 1818 | 075       |

| Jahr | Einwohner |
| ---- | --------- |
| 1840 | 105       |
| 1864 | 173       |
| 1871 | 148       |
| 1885 | 161       |
| 1892 | [00]174   |
| 1895 | 178       |

| Jahr | Einwohner |
| ---- | --------- |
| 1900 | [00]172   |
| 1905 | 157       |
| 1910 | [00]162   |
| 1925 | 165       |
| 1939 | 152       |
| 1946 | 264       |

| Jahr | Einwohner |
| ---- | --------- |
| 2015 | [00]93    |
| 2018 | [00]87    |
| 2020 | [00]84    |
| 2021 | [00]87    |
| 2022 | [00]90    |
| 2023 | [0]86     |

Quelle, wenn nicht angegeben, bis 1946:

## Religion
Die Kirchengemeinde Drebenstedt, die früher zur Pfarrei Mehmke gehörte, wird heute betreut vom Pfarrbereich Diesdorf im Kirchenkreis Salzwedel im Bischofssprengel Magdeburg der Evangelischen Kirche in Mitteldeutschland.
Die ältesten überlieferten Kirchenbücher für Mehmke aus dem Jahre 1588 sind in den Büchern von Poritz überliefert.

## Kultur und Sehenswürdigkeiten

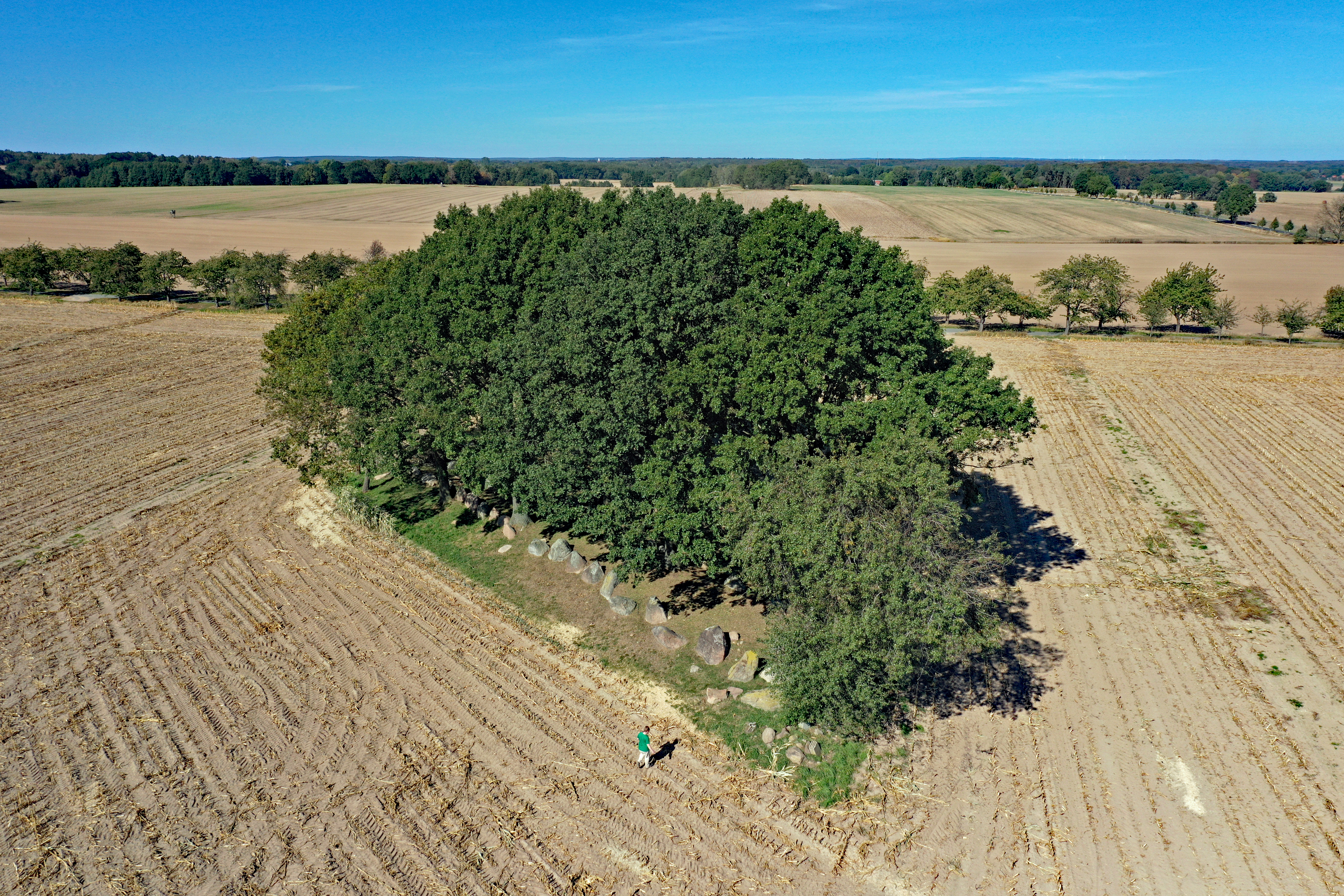
Großsteingrab Drebenstedt

- Das Großsteingrab Drebenstedt ist mit 47 Metern Länge und 10 Meter Breite das größte Hünengrab in der Altmark.
- Die evangelische Dorfkirche Drebenstedt ist ein mittelalterlicher Feldsteinbau mit einem ein Rechtecksaal und annähernd quadratischem Westturm. Der Turm wurde im 19. Jahrhundert mit Backstein aufgestockt. Am Ostende der Nordwand wurden zwei Felder einer Wandmalerei freigelegt. Im Salzwedeler Danneil-Museum befinden sich mehrere Skulpturen eines Altaraufsatzes der Drebenstedter Kirche.[25][11]
- Ein Friedhof liegt an der Kirche, ein anderer im Norden des Ortes.

## Vereine
- Heimatverein Drebenstedt-Bornsen e. V. mit Sitz in Jübar

## Wirtschaft
Im Ort gibt es ein Metallbauunternehmen, eine Polsterei und eine Pension. Der Windpark Jübar-Drebenstedt wurde 2016 errichtet.

## Verkehr
Die Bundesstraße 244 verläuft rund acht Kilometer südwestlich des Dorfes.
Die überregionale Radroute Altmarkrundkurs führt im Westen am Dorf vorbei.